# تحريض تعاوني للمخدر

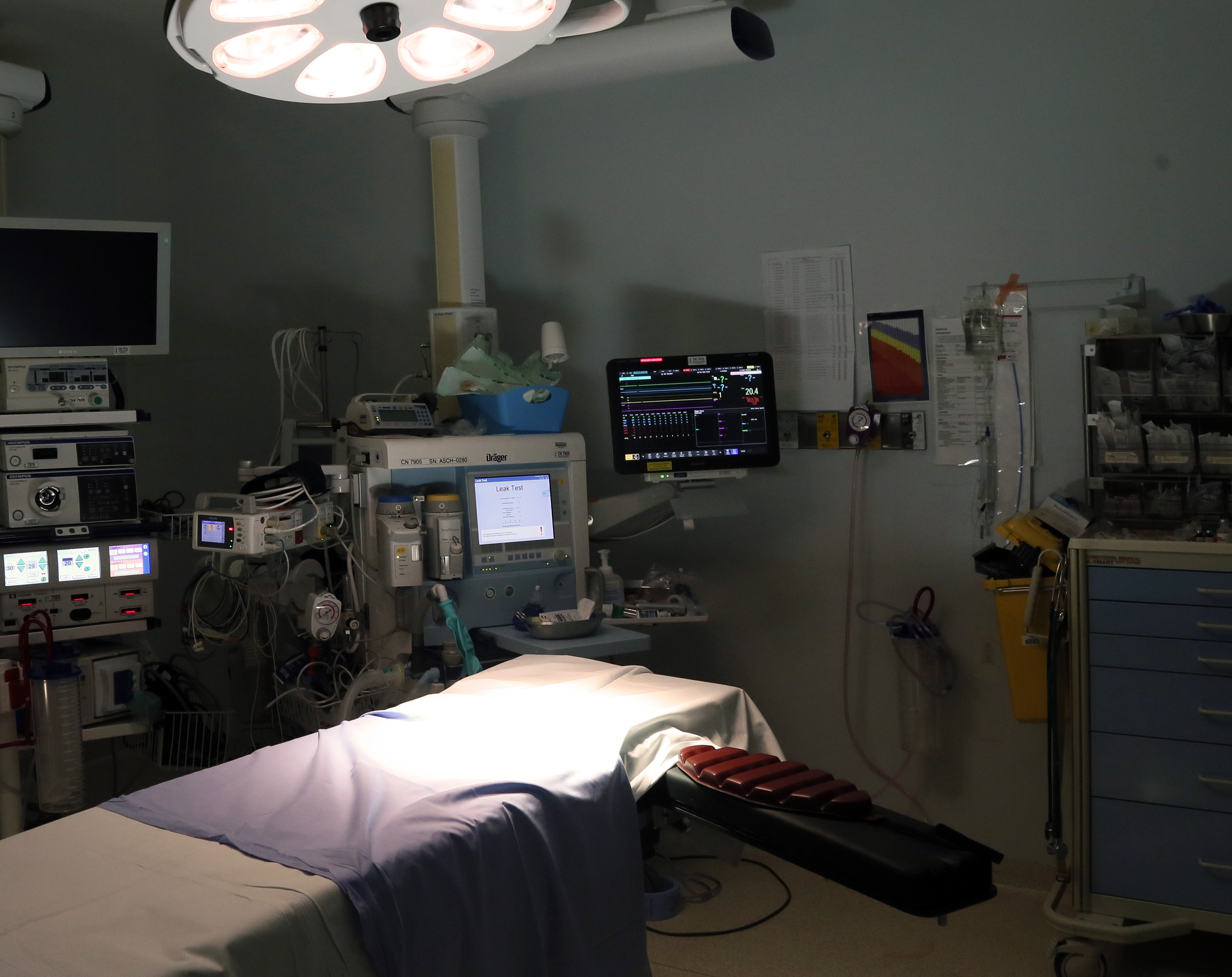
منطقة التخدير في غرفة العمليات. عادة ما يتم هنا تحريض التخدير، حيث يفقد المريض وعيه ويمر عبر مراحل التخدير.

التحريض التعاوني في التخدير ‏(بالإنجليزية: (coinduction(anesthetics)‏‏ هو أداة دوائية حيث يمكن استخدام مجموعة من الأدوية المهدئة لإحداث تأثير أكبر من عامل واحد ولبدء أكثر سلاسة للتخدير العام. استخدام التحريض التعاوني يُمكّن من استخدام جرعات أقل من نفس عوامل التخدير وهذا يوفر أمانًا أكثر وتعافيًا أسرع وآثارًا جانبية أقل وديناميكيات دوائية يمكن التنبؤ بها. يستخدم التحريض التعاوني في الطب البشري والطب البيطري كممارسة معيارية لتوفير تحريض التخدير الأمثل. تعد مرحلة بداية التخدير أو مرحلة التحريض فترة حرجة تنطوي على فقدان الوعي ورد الفعل لدى المريض، ويمكن القول إنها أخطر فترة للتخدير العام. هناك مجموعة كبيرة ومتنوعة من تركيبات التحريض التعاوني قيد الاستخدام ويعتمد الاختيار على عمر المريض وصحته والوضع المحدد ودواعي استخدام التخدير. كما هو الحال مع جميع أشكال التخدير فتُعد الموارد المتاحة في البيئة عاملًا رئيسيًا.

## نظم تحريض تعاوني شائعة الاستخدام
قد يتكون نظام التحريض التعاوني القياسي للبالغين من البنزوديازيبين المسكن لفقدان الذاكرة مثل الميدازولام، متبوعًا بمسكن شبيه أفيوني مع خصائص مهدئة أخرى مثل الفينتانيل الذي له بداية سريعة، ثم عامل الحث في الوريد: البروبوفول. كما يُعطَى مرخٍ للعضلات مثل أتراكوريوم بعد ذلك على الرغم من أن هذا لن يكون جزءًا من عملية التحفيز. وبالنسبة للطفل فإن النظام الشائع الاستخدام هو الفينتانيل والكيتامين والروكورونيوم. في جميع الحالات يتم اختيار العوامل حسب الحالة؛ فبالنسبة لتنبيب حديثي الولادة فإن الأنظمة المذكورة أعلاه ستكون غير مناسبة لأن التخدير وفقدان الذاكرة بشكل خاص أقل أهمية، فيُستخدم الفنتانيل وحده يليه الساكساميثونيوم الذي يعمل على ارتخاء العضلات لفترة قصيرة، لكن عادة لا يستخدم التحريض التعاوني في تخدير حديثي الولادة.